# Margaromma insultans
Margaromma insultans là một loài nhện trong họ Salticidae.
Loài này thuộc chi Margaromma. Margaromma insultans được Tord Tamerlan Teodor Thorell miêu tả năm 1881.